# 重俊院
重俊院（ちょうしゅんいん）は、千葉県千葉市中央区にある曹洞宗の寺院。

## 歴史
1632年（寛永9年）、生実藩初代藩主森川重俊の開基である。ただ実際の創建者は子の森川重政である。この年、重俊は江戸幕府第2代将軍徳川秀忠の死後、後を追って殉死した。第2代藩主重政は父・重俊の菩提を弔うため、寺を創建した。山号と院号は重俊に由来する。
当初は、現在の船橋市にある宝成寺住職の輪番制であったが、宝永年間（1704年 - 1711年）に現在の栃木県栃木市にある大中寺住職の独法秀作を招聘して以降、大中寺の末寺となった。
当院の墓地には、生実藩歴代藩主の墓がある。千葉市内唯一の大名家の墓所であり、現在は千葉市の史跡に指定されている。

## 文化財
- 森川家累代の墓碑（千葉市指定史跡 昭和42年度指定）[3]

## 交通アクセス
- 学園前駅より徒歩19分。